# Dragos Dolanescu Valenciano
Dragos Carlos Dolanescu Valenciano (Bucarest, República Socialista de Rumanía, 19 de noviembre de 1975) es un político rumano-costarricense y psicólogo de profesión. Es especialista en socio psicopedagogía de la Universitatea din Bucureşti, Rumanía, y tiene un doctorado en Psiquiatría y Psicología Médica de la Universidad de Alcalá, Alcalá de Henares, España.
Su carrera política la inició en el 2008 cuando se vinculó con el Partido Unidad Social Cristiana. Fundó el Partido Republicano Social Cristiano (PRSC) en el 2014 y fungió como su presidente hasta el 10 de julio del 2020. Fue diputado de la Asamblea Legislativa de Costa Rica en el periodo 2018-2022, representando a la provincia de Alajuela por el PRSC, hasta que se declaró diputado independiente en el 2020. Ese mismo año fundó y presidió el partido Costa Rica Justa del 2 de junio del 2020 al 17 de mayo del 2022.
Dolanescu es además presidente del Frente Hemisférico por la Libertad Archivado el 3 de julio de 2022 en Wayback Machine., una agrupación internacional de representantes de partidos políticos, organizaciones no gubernamentales (ONG), exdiplomáticos y académicos de Latinoamérica que buscan frenar el avance de la izquierda en los países de América Latina y protestar contra las violaciones a los derechos humanos en regímenes comunistas autoritarios de Cuba, Venezuela y Nicaragua. 

## Reseña biográfica
Dragos Dolanescu es hijo del cantante y político rumano Ion Dolanescu y la médica costarricense Margarita Valenciano Salazar, primera becaria mujer de un convenio de cooperación entre Rumania y Costa Rica. Dolanescu y Valenciano mantuvieron una relación matrimonial, que luego fue forzosamente truncada por el Departamentul Securității Statului, la policía secreta de la República Socialista de Rumania, pues el régimen autoritario de Nicolae Ceausescu impedía que los rumanos tuvieran relaciones con estudiantes extranjeros. Ion Dolanescu fue castigado con una prohibición que le impidió presentarse en escenarios por dos años. Valenciano tuvo que regresar a Costa Rica pues su hijo fue expulsado de Rumania. Retornaron a San Carlos, provincia de Alajuela, a la casa de los padres de Valenciano.
Dolanescu se crio con sus abuelos maternos mientras su madre terminaba sus estudios en medicina y ginecología en Bucarest.
Dragos Dolanescu cursó el ciclo de educación básica y diversificada en varias escuelas y colegios en Ciudad Quesada, Alajuela y Heredia. Obtuvo su bachillerato por madurez en 1996. Regresó a Rumania en 1997 para cursar sus estudios universitarios en socio psicopedagogía en la Universitatea din Bucureşti (Bucarest, Rumania). Luego viajó a España para iniciar un doctorado en Psiquiatría y Psicología Médica en la Universidad de Alcalá de Henares (Alcalá de Henares, España) en el 2002.
Dolanescu regresó a Costa Rica en el 2005 y comenzó a trabajar como psicólogo clínico en su consultorio privado. También se desempeñó como perito del Poder Judicial en casos de violencia doméstica, abuso sexual y Derecho de Familia. Del 2007 al 2009 trabajó como consultor, instructor y terapeuta con el Centro Internacional para el Desarrollo Humano atendiendo a personas en riesgo social.
Se involucró por primera vez en política en el 2008 con el Partido Unidad Social Cristiana, tras conocer a Rafael Ángel Calderón Fournier, hijo de Rafael Ángel Calderón Guardia, uno de sus referentes políticos.
Dolanescu es padre de tres hijos: María Jesús, Ion y Darius. Actualmente está casado con Melissa Láscarez, abogada costarricense.  

## Ideología y carrera política
Dragos Dolanescu es un político conservador de centro-derecha, afín a la ideología de la democracia cristiana, y rechaza abiertamente a los regímenes comunistas y el avance de la izquierda en países latinoamericanos. Se ha manifestado en contra de permitir el aborto libre en Costa Rica y luchó contra la modificación del Código de Familia para autorizar el matrimonio igualitario en el país.
A propósito de su motivación para involucrarse en la política, menciona que, mientras trabajaba en precarios como en Rincón Grande de Pavas descubrió una Costa Rica que vivía la pobreza extrema. “(Trabajando ahí) me di cuenta de que había un gran caudal de dinero que se dispara para ayudar a los pobres. Pero el dinero se reparte en un montón de instituciones, en un montón de presidencias, de funcionarios y carros lujosos. De ese caudal, solo le llegan gotitas a la gente humilde. Y entonces pensé que, si llegaban las personas correctas a los puestos correctos, podríamos poder ayudar a más gente. Con la psicología yo podía ir ayudando a una persona a la vez; involucrándome en política, a partir de las decisiones correctas, podría impactar a cientos de miles de personas.”
A nivel internacional, Dolanescu es uno de los fundadores del Frente Hemisférico Por la Libertad, grupo que lucha contra el avance del socialismo del siglo XXI en América Latina, y fungió como su primer secretario general.
Dolanescu ha manifestado ser admirador del expresidente Rafael Ángel Calderón Guardia y su obra social durante su mandato 1940-1944, donde se promulgó el capítulo de garantías sociales en la Constitución Política y se creó el Código de Trabajo. Su admiración por la obra de Calderón Guardia lo impulsó a militar en el Partido Unidad Social Cristiana (PUSC), fundado por Rafael Ángel Calderón Fournier, hijo de Calderón Guardia. Fue asambleísta nacional del PUSC en el periodo 2008-2010.
Dolanescu apoyó la precandidatura del expresidente Calderón Fournier para el proceso electoral del 2010. Sin embargo, el expresidente Calderón, quien se inscribió como precandidato en el 2009 para las elecciones del año siguiente sin un rival que disputara su candidatura, tuvo que retirar su nombre de la nómina tras ser condenado por peculado y corrupción el 5 de octubre del 2009. Fue sustituido por el precandidato Luis Fishman Zonzinski, quien participó en los comicios del 2010 y recibió 3,9% de los votos para presidente. Calderón Fournier anunció su retiro de la política en junio del 2010 y declaró que, si lograse una anulación de la condena del 2009, podría considerar regresar como contendor político.
En el 2014, Dolanescu renuncia al PUSC y funda el Partido Republicano Social Cristiano, un relanzamiento del Partido Republicano Nacional de Rafael Ángel Calderón Guardia. Dolanescu se convierte en el presidente del partido y decide inscribir la agrupación a escala nacional para las elecciones municipales del 2016, donde consiguen la alcaldía de Vásquez de Coronado.
En las elecciones presidenciales del 2018, el PRSC nomina como candidato presidencial al Dr. Rodolfo Hernández Gómez. Dolanescu encabeza la papeleta de la provincia de Alajuela. En las elecciones del 2018, el PRSC logra el 4,9% de los votos y elige dos diputados: Otto Roberto Vargas Víquez por San José y Dragos Dolanescu por Alajuela.
Durante el periodo constitucional 2018-2022, Dolanescu rompe con el PRSC, renuncia a la presidencia del partido y se convierte en diputado independiente en el Congreso. En agosto del 2022 fundó una nueva agrupación política llamada Costa Rica Justa (CRJ) y funge como su presidente. CRJ se inscribe en las elecciones presidenciales del 2022 con Rolando Araya Monge como candidato presidencial. Araya Monge obtuvo el 0,9% de los votos en los comicios del 6 de febrero y no alcanzó a elegir ningún diputado para la Asamblea Legislativa.
Dragos Dolanescu renunció a la presidencia de CRJ y dejó el partido el 16 de mayo del 2022.
Tras finalizar su periodo constitucional como diputado costarricense en el 2022, Dolanescu continúa presidiendo el Frente Hemisférico por la Libertad. En diciembre del 2022, fue invitado por el partido Vox de España a participar en la cumbre del Grupo de Conservadores y Reformistas Europeos (ECR) Eurolat que se desarrolló en la sede del Parlamento Europeo en Bruselas. Allí, el Frente Hemisférico por la Libertad denunció a la dictadura cubana por violaciones a los derechos humanos de sus ciudadanos, e hizo un llamado para la Unión Europea pusiera fin al Acuerdo de Diálogo Político y Cooperación de la Unión Europea (UE) con Cuba.
Tras la gira realizada por personeros del Frente Hemisférico por la Libertad, en diciembre del 2022 España se negó a venderle a Cuba material antidisturbios, valorados en 350.000 euros, alegando razones de respeto a los derechos humanos de los ciudadanos cubanos.

## Diputación 2018-2022
En su gestión como diputado, Dragos Dolanescu presentó 30 proyectos elaborados de iniciativa propia y 316 proyectos como cofirmante. Entre los proyectos de iniciativa propia destacan: 
- Ley para el alivio del pago del marchamo 2021[25]
- Ley de albergues temporales municipales para personas de la calle[26]
- Ley para quitarle potestad a directivos de Aresep para decretar sus propias escalas salariales[27]
- Benemeritazgos para el pintor Rafa Fernández[28] y la bailarina e instructora Mireya Barboza[29]
- Ciudadanías de honor para los pintores Isidro Con Wong, Fernando Carballo,[30] Lola Fernández[31] y Felo García[32]

Desde su curul, Dolanescu ejerció una fuerte oposición al partido de gobierno, Partido Acción Ciudadana (PAC), y a las promesas políticas del presidente Carlos Alvarado Quesada. Estuvo en contra de la reforma fiscal propuesta por el oficialismo en el proyecto de ley para el fortalecimiento de las finanzas públicas por considerarla una propuesta regresiva y perjudicial para los costarricenses de escasos recursos. No apoyó el proyecto del tren eléctrico metropolitano argumentando que la iniciativa impulsada por la primera dama, Claudia Dobles Camargo, era excesivamente costosa, sus estudios de prefactibilidad estaban obsoletos y que el subsidio que debía aportar el Estado costarricense se daba en un rango excesivamente amplio (entre 50 y 150 millones de dólares anuales). Dolanescu rechazaba tajantemente la firma de la norma técnica del aborto terapéutico por considerar que esta abría portillos para practicar el aborto libre en Costa Rica. También combatío la modificación del Código de Familia para permitir el matrimonio entre personas del mismo sexo por considerar que el violentaba un sacramento de la religión católica entre hombre y mujer. Sin embargo, Dolanescu no se opone a las uniones civiles entre personas del mismo sexo y por ello impulsó un proyecto de ley junto a la legisladora Ivonne Acuña para normar estas uniones. Esta propuesta no fructificó en el Congreso.
Dolanescu gestionó la conformación de la Comisión Especial Investigadora sobre las finanzas del Partido Acción Ciudadana en las elecciones del 2006 y 2010. En el informe de mayoría, la comsión solicitó sanciones para el fundador Ottón Solís Fallas y la expresidente del partido, Margarita Bolaños Jarquín, así como una petición al Ministerio Público de reabrir el caso para investigar hechos similares en el 2006 por acciones ya condenadas en el 2010. También promovió la constitución de la Comisión Especial Investigadora sobre la Unidad Presidencial de Análisis de Datos (UPAD), cuyo informe final recomendó abrir procesos judiciales contra la ministra de Planificación, Pilar Garrido, al ministro de Seguridad, Míchael Soto, a la directora de la Agencia de Protección de Datos de los Habitantes (Prodhab), Elizabeth Mora, y a la exdirectora del Instituto Mixto de Ayuda Social (IMAS) María Fulmen, así como incluir el informe de mayoría de la comisión como prueba documental en la causa penal que se sigue contra el expresidente Carlos Alvarado Quesada, el exministro de la Presidencia Víctor Morales Mora y el exviceministro de Planificación Luis Daniel Soto.

## Controversias
Antes de iniciar el periodo constitucional 2018-2022, el diputado por Alajuela del PRSC tuvo un diferendo con su compañero de fracción, Otto Roberto Vargas Víquez, que desembocó que los dos diputados no trabajaran juntos como fracción, al punto que no se dirigieran la palabra, y que tuvieran posturas diametralmente opuestas en su relación con el partido oficialista PAC y la administración Alvarado: Vargas Víquez estuvo a favor de algunas propuestas del oficialismo y Dolanescu se mostró insistentemente en contra.
En noviembre del 2018, el diario La Nación publicó un reportaje donde afirma que el PRSC uso vallas falsas para cobrarlas al Tribunal Supremo de Elecciones (TSE) como parte de los gastos de la campaña presidencial del 2018, mientras Dolanescu era presidente de la agrupación. En junio del 2021, el TSE denunció penalmente al PRSC por engañar al órgano electoral por una cantidad de 3,2 millones de colones por el pago de vallas publicitarias que nunca se colocaron. La Fiscalía Adjunta de Transparencia, Probidad y Anticorrupción abrió un expediente e inició la investigación por delito de estafa contra el Estado. En abril del 2022, la Fiscalía cerro la investigación contra el PRSC por no tener pruebas para comprobar que se cometió un delito en contra del Estado. El Ministerio Público ordenó la desestimación del caso en mayo del 2022.
El 6 de junio del 2019, el diario La Nación publicó una noticia donde reportó que la Fiscalía General de la República mantenía una investigación abierta en contra del Dolanescu por el supuesto delito de contrabando por la importación de tapas falsificadas del licor conocido como guaro Cacique. Al momento de la publicación, la investigación del caso que se seguía desde el 2010 ya estaba desestimada, pues no encontró pruebas que vincularan a Dolanescu con los delitos investigados y se ordenó cerrar la pesquisa en el 2018. Una fiscal auxiliar y una jueza penal del Circuito Judicial de San José habían solicitado la desestimación de la causa y la destrucción del expediente. Sin embargo, el proceso se detuvo y el expediente fue enviado a la Fiscalía General de la República porque, en el momento de la solicitud de destrucción del legajo, el imputado era miembro de un Poder Supremo de la República. La Sala III desestimó finalmente la causa abierta desde el 2019  contra Dolanescu en la Fiscalía General de la República en febrero del 2021.
El 10 de julio de 2020, Dragos Dolanescu renunció al PRSC y se declaró diputado independiente y anunció su intención de formar una nueva agrupación política. El congresista alegó diferencias políticas irreconciliables con el presidente honorario del partido, Rafael Ángel Calderón Fournier, como motivo principal de su renuncia. Sin embargo, un día antes de su renuncia al partido, varios miembros del PRSC (incluidos el excandidato presidencial Rodolfo Hernández Gómez, el diputado por San José Otto Roberto Vargas Víquez, el exjefe de campaña del 2018 Roberto Suñol y los asesores parlamentarios de Víquez José Manuel Echandi y Wellington Arguedas), interpusieron una denuncia ante el TSE contra Dragos Dolanescu como presidente del PRSC y contra Anabelle Soto De Alba como tesorera para investigar manejos financieros realizados por el presidente y la tesorera del partido. La denuncia se basó en un informe que realizó la fiscala del PRSC, Daisy Orozco, que cuestionaba las acciones del Dolanescu y Soto de Alba del partido para financiar las campañas para las elecciones municipales del 2020. El informe se entregó a la Dirección de Financiamiento a Partidos Políticos del TSE. Dolanescu respondió a las acusaciones indicando que él y la tesorera de la agrupación habían contestado todas las preguntas del informe de la fiscalía del partido en un documento presentado en una reunión del comité ejecutivo superior del partido. Tras la salida de Dolanescu del PRSC, el expresidente Rafael Ángel Calderón Fournier declaró ante los medios que el diputado alajuelense renunció al partido por los cuestionamientos levantados en el informe de la fiscalía del partido y no por diferencias políticas irreconciliables. Calderón Fournier agregó que Dolanescu se iba porque tenía aspiraciones de ser candidato presidencial del PRSC y que el expresidente consideraba “que no tenía capacidad para eso”. Además, lo acusó de "ser un populista que quiere ser presidente".
En julio de 2020, Dolanescu criticó a través de su página de Facebook la escogencia de la ministra Pilar Garrido al usar una pañoleta que mostraba varias banderas de diferentes países, entre ellos Cuba y Venezuela. Dolanescu en su post publicó “salió en conferencia (de prensa) luciendo el rojo bolivariano y una pañoleta cuidadosamente colocada para mostrar las banderas de Cuba y Venezuela, casi como lo haría la mismísima Cilia Flores (diputada de la Asamblea Nacional de Venezuela y esposa del presidente Nicolás Maduro)”. El diputado fue criticado fuertemente por esa publicación en redes sociales y varios medios locales reprodujeron la noticia donde se describía la polémica.
De una forma similar, en otra publicación en redes sociales en noviembre del 2020 el legislador criticó la escogencia de los colores en el diseño del nuevo billete de 10.000 colones por incluir el rojo y amarillo del Partido Acción Ciudadana. “No les bastó con las prácticas para exámenes de bachillerato. Ahora hasta los billetes del país son espacio político pagado”, escribió Dolanescu en su página de Facebook y fue blanco de críticas. El Banco Central convocó a una conferencia de prensa para presentar los nuevos billetes y aclararle a la población que el de denominación de 10.000 colones no tenía los colores rojo y amarillo que se veían en la animación digital del diseño del billete.
El 10 de febrero del 2021, el presidente Carlos Alvarado Quesada y el diputado Dragos Dolanescu Valenciano protagonizaron un intercambio tenso durante la comparecencia del mandatario en una sesión de la Comisión Especial Investigadora del Caso UPAD. El diputado inició su intervención indicándole que la primera vez que se conocieron Dolanescu iba a ser duro con él como presidente y que iba a ser un diputado de oposición. Alvarado Quesada le respondió que sí recordaba el incidente y que también recordaba que María Jesús Dolanescu, hija del diputado, le pidió que le hiciera una foto con el presidente electo. Al final de su intervención, el diputado increpó al presidente sobre los teléfonos que le confiscaron durante el allanamiento a Casa Presidencial como parte de las pesquisas sobre el caso UPAD y las claves para desbloquear los teléfonos. Dolanescu le preguntó si el presidente había entregado las claves para desbloquear los teléfonos y si una de las claves de los teléfonos del presidente era “1,2,3,4,5,6”. Alvarado Quesada respondió molesto que la pregunta se hacía con mala fe, puesto que Dolanescu sabía que sí había proporcionado las claves y que, al revelar la clave, lo hacía con mala fe.
Dolanescu luego se refirió en los medios que no reveló la clave del presidente, que hizo la pregunta para indagar si se estaba usando una de las claves más inseguras según la empresa de ciberseguridad NordPass para un teléfono del Presidente de la República. El incidente generó muchas críticas en redes sociales y la Fiscalía General solicitó abrir una investigación de cómo se filtró información sobre las claves de los teléfonos confiscados y terminó en manos del diputado. La causa fue desestimada en enero de 2023.
El 10 de febrero del 2022, días después de las elecciones presidenciales, el secretario general del partido Costa Rica Justa, Jorge Vargas Corrales, divulgó un comunicado de prensa donde anunciaba que la Asamblea General del partido, en una sesión realizada el 19 de diciembre del 2021, exigía la renuncia a Dragos Dolanescu por pérdida de confianza. Las razones para pedirle la renuncia, según indicó Vargas Corrales, se deben “a que incurrió en repetidas violaciones al estatuto del partido” y que el secretario no tuvo acceso a informes de tesorería y que se desconocen los gastos realizados en campaña. Dolanescu se defendió de las acusaciones insistiendo que nunca violó los estatutos del partido, que tanto el candidato Rolando Araya Monge y el jefe de campaña y candidato a vicepresidente, Orlando Guerrero Vargas, conocían y avalaron todos los movimientos financieros realizados durante la campaña y que respaldaron las acciones del presidente de CRJ y de su tesorera, Anabelle Soto de Alba. Dolanescu agregó que toda la actividad financiera del partido está debidamente documentada ante el TSE y disponible para consulta. Además, la actividad financiera fue auditada por la firma externa Consultores Financieros S.A. (COFIN). 
Medios costarricenses reprodujeron en junio del 2022 la noticia que el Banco Promérica iniciaría un proceso de cobro judicial contra Costa Rica Justa por el impago de 183 millones de colones de un crédito de 1.000 millones acordado entre el banco y el partido para financiar la campaña política. Dolanescu declaró a los medios que no fue notificado del cobro judicial en sus últimos días como presidente de CRJ antes de renunciar, cuando ya había dejado las finanzas en orden; y que los problemas de financiamiento del partido se debieron a los acuerdos tomados por la Asamblea General del partido donde se modificaron los estatutos del partido que violaban el acuerdo del fideicomiso firmado con Banco Promérica que provocó que la entidad financiera dejara de girar fondos al partido para financiar la campaña presidencial del 2022, hechos que son disputados por el secretario Jorge Vargas Corrales. Tanto el candidato presidencial, Rolando Araya Monge, como el ahora expresidente de CRJ, Dragos Dolanescu, afirman no tener responsabilidad por las deudas de la agrupación porque no pertenecen a CRJ, y que son las nuevas autoridades del partido las que deberán afrontar las obligaciones financieras de CRJ.